# Camp Municipal de Beisbol de Viladecans
El Camp Municipal de Besibol de Viladecans, també anomenat Estadi Olímpic de Beisbol de Viladecans, és un camp de beisbol i softbol de Viladecans, inaugurat l'any 1987. Va ser un dels dos estadis que van acollir la competició de beisbol dels Jocs de la XXVa Olimpíada. El finançament del remodelatge de la instal·lació per adequar-les a les exigències de la competició olímpica van anar a càrrec de la Diputació de Barcelona, la Generalitat i el COOB'92.

## El condicionament olímpic
L'edifici, obra de l'arquitecte Pere Serra, s'estructura en tres nivells. A la planta baixa hi ha les dependències esportives, a les quals s'accedeix des del nivell del carrer. Al nivell intermedi hi ha les àrees de servei pel públic. La intenció del projecte de remodelatge era que la instal·lació pogués acollir competicions d'alt nivell. El projecte va implicar l'ampliació de les banquetes, la construcció de dos bull pens i de dos túnels de batuda per a l'entrenament, entre d'altres.
Atesa la reduïda dimensió de la instal·lació esportiva, els dos objectius principals del remodelament va ser l'ampliació de les grades i dels espais de servei per als col·lectius de públic i per a la Família Olímpica. A l'exterior, una àrea de gairebé 10.000 m² va ser utilitzada per la premsa, l'organització, la seguretat i els magatzems, i diversos quioscos van allotjar serveis per al públic.

## Actualitat
Actualment les instal·lacions son la seu del CB Viladecans y a causa de la manca del municipi d'equipaments i instal·lacions esportives també és la seu del Club Atletisme Viladecans i utilitzades pel Club Triatló Viladecans i el Club Esportiu 'No t'aturis'.